# Linaria albifrons
Linaria albifrons är en grobladsväxtart som först beskrevs av James Edward Smith, och fick sitt nu gällande namn av Spreng.. Linaria albifrons ingår i släktet sporrar, och familjen grobladsväxter. Inga underarter finns listade i Catalogue of Life.